# Kanton Issy-l'Évêque
Issy-l'Évêque is een voormalig kanton van het Franse departement Saône-et-Loire. Het kanton maakte deel uit van het arrondissement Autun. Het werd opgeheven bij decreet van 18 februari 2014, met uitwerking op 22 maart 2015. Alle gemeenten werden toegevoegd aan het kanton Gueugnon.

## Gemeenten
Het kanton Issy-l'Évêque omvatte de volgende gemeenten:
- Cressy-sur-Somme
- Cuzy
- Grury
- Issy-l'Évêque (hoofdplaats)
- Marly-sous-Issy
- Montmort
- Sainte-Radegonde